# Arne Ginge
Arne Ginge (31. marts 1923 – 19. januar 2002) gift med Thea Brank var de oprindelige stiftere af OK-Klubben i Danmark.
Arne Ginge startede OK-Fonden som nu driver 14 plejehjem og centre
samt OK-Klubben.
Der er nu 35 OK-Klubber i Danmark.